# Дніпропетровський супутник
Дніпропетровський супутник (ДС) — сімейство радянських космічних апаратів, створюваних ДКБ-586 (згодом КБ "Південне") у місті Дніпропетровськ Української РСР. Запуски супутників цієї серії проводилися з полігонів Плесецьк і Капустін Яр понад 20 років — у період між 21 грудня 1961 і 6 червня 1982 року. Практично всі супутники цієї серії здобували загальну назву «Космос» і порядковий номер. У разі позаштатного або аварійного пуску назва супутник не присвоювалося. Невелике число космічних апаратів, які були запущені в рамках програм міжнародного співробітництва, одержували назву «Інтеркосмос». За допомогою апаратів серії ДС були проведені великі обсяги наукових і військових досліджень в самих різних областях. Ці дослідження зробили неоціненний внесок у розвиток вітчизняної та світової науки і техніки.

## Призначення
Призначення космічних апаратів серії «ДС» саме різне: від юстування радіолокаційних станцій до дослідження космічних променів. За призначенням їх можна розділити на 4 групи:
- Наукові, для вивчення космічного простору
- Військові
- Подвійного призначення
- Відпрацювання космічних систем

## Історія створення і розвиток
Початок створення першого Дніпропетровського супутника було покладено в грудні 1959 року, коли був створений Міжвідомчий науково-технічна рада За космічних досліджень при АН СРСР на чолі з академіком Мстиславом Келдишем, на який було покладено розробка планів по створенню космічних апаратів, видача основних технічних завдань, науково-технічна координація робіт з дослідження і освоєння верхньої атмосфери і космічного простору. Членом Президії ради затверджується Михайло Янгель, який у той час очолював дніпропетровське ДКБ-586, яке до 1960 року займалося виключно бойовими міжконтинентальними балістичними ракетами, хоча роботи по створенню ракети-носія для запуску супутників на базі бойової ракети Р-12 інженери ДКБ вели ще з 1957 року.
Зусиллями міжвідомчої науково-технічної ради з космічних досліджень при Академії наук, а також НДІ-4 Міністерства оборони СРСР була підготовлена науково-технічне обґрунтування, на підставі якого 8 серпня 1960 було підписано постанову ЦК КПРС і РМ СРСР "Про створення ракети-носія 63С1 на базі бойової ракети Р-12, розробці та запуску 10 малих ШСЗ ". Відповідно до зазначеної постанови розробка ракети і супутників доручалася ДКБ-586, де було розпочато розробку та виготовлення малих космічних апаратів ДС-А1, ДС-П1, ДС-К8, на яких, разом з вирішенням дослідних завдань, ставилися і військово-прикладні експерименти.
На початку 1961 року в дніпропетровському ДКБ були створені перші спеціалізовані підрозділи з космічної тематики. Значну практичну допомогу У розробці космічних апаратів фахівцям ДКБ надавав королівського Колективу ДКБ-1. У вересні 1961 року розробка космічного апарата ДС-1 вийшла на стадію натурних випробувань. До грудня 1961 року була випущена документація Проектне На Апарати ДС-А1, ДС-П1, ДС-К8. 30 червня 1962 року на орбіту виведений перший із зазначених апаратів — ДС-П1. А 16 березня 1962 року на орбіту був успішно виведений перший Дніпропетровської Супутник " ДС-2 ", який на початку навіть не отримав власного найменування, ім'я «Космос-1» він отримав після запуску 6 квітня 1964, коли новий КА був названий у повідомленні ТАРС «Космос-2». Апарат став первістком реалізації радянської космічної програми «Космос», що триває досі. Цей день щорічно відзначається в ДКБ «Південне» як день народження космічного напрямки робіт підприємства.

### Початковий етап робіт
Найважливішим завданням початкового етапу робіт, розв'язуваної одночасно з роботами по створенню і відпрацювання ракети-носія 63С1 І. космічного апарата ДС-1, було визначення потенційних областей для ефективного застосування космічної техніки та формування плану проведення проектно-конструкторських та експериментальних робіт, спрямованих на підтвердження поки лише теоретичних розрахунків, вироблення висновків про можливість створення експлуатаційних космічних систем і вимог до них.

#### Історія етапу
Перший космічний апарат ДС-1 № 1 важив 165 кг. Його основним завданням було відпрацювання нового носія і перевірка працездатності бортової апаратури в умовах космічного простору. Однак 27 жовтня 1961 при першому пуску РН 63С1 сталася відмова одного з приладів системи регулювання видимої швидкості внаслідок вібрацій на шахтному ділянці польоту. У результаті супутник, не відокремившись від другого ступеня, впав на відстані 385 км від старту. Старт ДС-1 № 2 також виявився аварійним. 21 грудня 1961 на позначці 353,8 секунда відбулося передчасне вимкнення двигуна другого ступеня внаслідок вироблення пального. При розрахунку маси окислювача не був врахований факт його прогріву під час польоту.
Нарешті 16 березня 1962 ракетою-носієм 63С1 № 6ЛК був здійснений запуск КА ДС-2 № 1 («Космос-1»). Цей супутник був у три рази легше, ніж його загиблі попередники — всього 47 кг. Він не був оснащений будь-якої спеціальної апаратурою. Було встановлено лише блок хімічних батарей і багатоканальна радіостанція «Маяк», яка тим не менше дозволила провести важливі дослідження. Також в рамках початкового етапу в 1962—1963 роках були розроблені наукові ШСЗ — ДС-А1, ДС-МР, ДС-МТ, ДС-МО і ДС-К8.

#### Технічний опис
Космічні апарати початкового етапу: ДС-1, ДС-А1, ДС-К8, ДС-П1, ДС-МР, ДС-МТ виконані з максимально можливим використанням загальної конструктивної і апаратурної схеми. Герметичний корпус складався з двох напівсферичний днищ і циліндричної проставки діаметром 800 мм. Всередині корпусу, заповненого азотом, розташовані ферми, на яких розміщуються робоча і дослідницька апаратура. Датчики дослідницької апаратури розташовувалися на циліндричній частині корпусу і верхньому днищі. Апаратура, як правило, комплектувалася з серійно виготовляються приладів і обладнання бойової ракетної техніки. Система терморегулювання побудована на основі використання двох вентиляторів, блоку управління з температурними датчиками та радіаційної поверхні. Антенно-фідерні пристрої містили 4 штирових, 5 стрічкових і одну щілинну антени. Довжина корпусу апаратів змінювалася залежно від складу і габаритів блоків апаратури.
Всі апарати початкового етапу використовувалися без системи орієнтації в просторі. Виняток становить апарат ДС-МО, на якому вперше у світовій практиці було застосовано аерогіроскопічна система орієнтації космічного апарата. На апараті ДС-П1 була вперше застосована сонячна енергоустановка. Батарея фотоперетворювачів виконана у формі додекаедр, жорстко пов'язаного з герметичним контейнером. Маса перших апаратів знаходилася в межах від 47 (ДС-2) до 321 (ДС-МО) кілограмів. Маса дослідницької апаратури — від 4,5 кг до 44 кг. Термін активного існування на орбіті (за винятком апарата ДС-П1) залежав від ресурсу хімічних джерел живлення і становив зазвичай не більше 10-15 діб.

### Основний етап робіт
Позитивні результати початкового етапу робіт, підтвердили перспективність і значимість дистанційних методів вивчення Землі та космічного простору, і призвели до величезного числа заявок від наукових і військових підприємств і організацій на створення нових космічних апаратів та обладнання їх апаратурою того чи іншого призначення. У зв'язку з цим в ДКБ-586 був сформований цілий комплекс підрозділів, завданням яких були як розрахунково-теоретичні дослідження, так і конструкторська розробка КА і цільової апаратури.

#### Історія етапу
Аналіз отриманих заявок показав, що за багатьма пропозиціями стоять розробки, одночасний охоплення яких одному підприємству був не під силу. У результаті на початку 1962 було прийнято рішення про поступову передачу ряду напрямків разом з проектною документацією іншим підприємствам:
- Інституту електромеханіки — у квітні 1962
- ДКБ-10 — в серпні 1962 року
- Філії № 3 Центрального конструкторського бюро енергетичного машинобудування — у червні 1967 року.

Проте обсяг, що залишився замовлень був настільки широкий, що впоратися з їх виконанням можна було лише за радикальному зниженні вартості розробки і часу виготовлення космічних апаратів. Тому в 1963 році в ДКБ-586 був вперше у світі розроблений ескізний проект двох уніфікованих платформ космічних апаратів:
- ДС-У1 — неорієнтована з хімічними джерелами енергії
- ДС-У2 — неорієнтована з сонячними батареями

У тому ж році спеціальна експертна комісія під головуванням Мстислава Келдиша розглянула і схвалила представлений проект. В основу конструкції був покладений основний принцип уніфікації — незалежність службових систем, конструкції апарата і схем управління бортовою апаратурою від конкретної цільової завдання апарата. Це дало можливість організувати серійне виробництво космічних апаратів та їх комплектуючих, тим самим завдання по зниженню вартості і часу розробки КА була вирішена. Цей принцип ліг в основу всього сучасного світового супутникобудування.
До середини 1964 року в ДКБ-586 був розроблений ескізний проект третьої уніфікованої платформи ДС-У3. Вона стала базовою при створенні КА для дослідження Сонця. 30 жовтня 1965 за наказом Міністра загального машинобудування в ДКБ-586 було створено спеціалізоване конструкторське бюро з космічної тематики, чиєю основною задачею була розробка і створення КА на основі уніфікованих платформ. Всього на основі серії уніфікованих космічних апаратів у період 1963—1976 років було розроблено, виготовлено й виведено на орбіту 49 космічних апаратів. За допомогою їх було проведено великий обсяг наукових досліджень в різних областях. Це і всілякі дослідження параметрів атмосфери і їх зв'язку з сонячною активністю, гео-і геліофізичних дослідження, вивчення іоносфери і атмосфери, дослідження потоків заряджених частинок різних енергій, вивчення магнітного поля Землі.
Малі уніфіковані супутникові платформи стали основою для організації міжнародного співробітництва в галузі дослідження космічного простору. Починаючи із запуску 14 жовтня 1969 космічного апарата ДС-У3-ВК № 1, відомого як «Інтеркосмос-1», на багатьох вітчизняних КА в рамках програми «Інтеркосмос» почали встановлювати наукову апаратуру інших країн. Також були розроблені спеціалізовані КА по спільній радянсько-французької програми «Аркад» з вивчення космічного випромінювання. Перші дані спостережень, отримані із супутників типу «ДС», були оприлюднені на 7-му міжнародному симпозіумі КОСПАР, що проходив у травні 1964 року у Флоренції. Результати наукових досліджень по ряду проблем фізики космічного простору, виконаних на базі малих уніфікованих космічних апаратів, отримали високу оцінку і світове визнання, вони доповіли на 27 міжнародних симпозіумах і конгресах, опубліковані в 95 наукових статтях у вітчизняних та зарубіжних виданнях і продемонстровані на десяти міжнародних і чотирьох всесоюзних виставках.

#### Технічний опис
Конструктивно-компонувальна схема кожної модифікації платформи передбачала оснащення її блоками наукової апаратури без будь-якої доопрацювання конструкції платформи і забезпечує службової апаратури. Основним вузлом є герметичний корпус. Її використання було необхідно для нормального функціонування блоків наукової та службової апаратури. Корпус діаметром 800 мм і довжиною 1460 мм, складався з циліндричної обичайки і двох напівсферичний днищ. Корпус умовно розділений на три відсіки: науковий, агрегатний (електропостачання) і службовий. Всі відсіки мали уніфіковані місця для кріплення рам з відповідними блоками апаратури. Корпус виконаний з алюмінієвого сплаву АМг6.

#### ДС-У1
Напівсферична оболонка відсіку системи електропостачання супутника типу ДС-У1 являє собою штампосварна конструкцію, у вершині півсфери якої знаходиться силовий фланець для кріплення піротолкателя системи відділення супутника від носія. Для підтримки всередині герметичного корпусу температури газу (азоту) в заданих межах використовується активна система терморегулювання, що включає радіатор, жалюзі, вентилятор, газоводи і блок управління. Середня частина корпуса являє собою зварену циліндричну обичайки з торцевими стикувальними шпангоутами. На зовнішній поверхні середньої частини передбачені фланці і кронштейни для встановлення приладів і датчиків наукової апаратури, а також Бобишки під штирові антени командної радіолінії, системи радіоконтролю орбіти і радіотелеметричної системи. Напівсферична оболонка відсіку наукової апаратури має у вершині півсфери і по поверхні фланці для встановлення приладів і датчиків наукової апаратури, а на торці — стикувальний шпангоути. Система електропостачання складається з електрохімічних батарей срібно-цинкових акумуляторів, що працюють в розрядному режимі.

#### ДС-У2
Конструкція платформи відрізняється від конструкції ДС-У1 тим, що на спеціальні Бобишки середній частині корпусу встановлюється сонячна батарея. Сонячна батарея загальною площею 5 м ² являє собою восьмигранну призму з чотирма поворотними панелями. Розкриття і установка сонячних батарей в робоче положення відбувається після відділення супутника від ракети-носія. У результаті використання сонячних батарей була змінена система електропостачання, застосовані срібно-цинкові акумулятори, які працюють у зарядно-розрядному режимі.

#### ДС-У3
Платформа відрізняється від ДС-У2 конструкцією циліндричної частини корпусу і сонячних батарей. Корпус виконаний у вигляді восьмигранної призми і має збільшену довжину циліндричної частини для установки блоку системи орієнтації. На зовнішній поверхні корпуса встановлені сонячна батарея, газореактивна система, датчики орієнтації на Сонце і антени. Сонячна батарея загальною площею 3,7 м ² складається з восьми поворотних панелей і восьми стаціонарних панелей.

### Калібрувальні та юстувальні апарати
У 1961 році, одночасно з початком практичних робіт зі створення в московському регіоні першої вітчизняної ПРО «А-35», в ДКБ-586 почалися роботи зі створення космічних апаратів, призначених для проведення експериментів зі створюваними наземними РЛС та елементами ПРО. У 1962 році на орбіту був виведений перший військово-експериментальний ДС-П1 № 1 («Космос-6»). Згодом цей ШСЗ був використаний як базова модель під час створення першого покоління цільових супутників, чиє завдання полягало у відпрацюванні, юстуванні, калібруванні та паспортизації наземних і космічних комплексів ПКО і ПРО (ДС-П1-І) та юстування РЛС ППО і контролю космічного простору (ДС-П1-Ю).
Перші юстувальні апарати ДС-П1-Ю почали запускатися в 1964 році одночасно з початком розгортання частин системи попередження про ракетний напад (СПРН). У 1968 році ДС-П1-Ю використовувався для юстування перших РЛС системи контролю космічного простору типу «Дністер». Обидва КА — ДС-П1-Ю і ДС-П1-І, експлуатувалися до моменту прийняття на озброєння юстіровочних ШСЗ другого покоління, також розроблених у Дніпропетровську, але вони не ставилися до серії ДС.

### Апарати-мішені
Одна з модифікацій ДС-П1 — ДС-П1-М отримала назву «Тюльпан» і використовувалася з 1971 по 1982 рік як мішень при проведенні випробувань вітчизняного КА-перехоплювача «ІВ», розробленого в ДКБ-52 В. М. Челомея. На відміну від перших мішеней типу І-2М, розроблених в тому ж ДКБ-52, ДС-П1-М «Тюльпан» був більш легким (близько 640 кг) і забезпечував працездатність вимірювальної апаратури при попаданні трьох пострілів космічного апарата-перехоплювача.

### Нереалізовані проекти
Наприкінці 1964 року був розроблений проект передескізний уніфікованої платформи ДС-У4, забезпеченого рятувальною капсулою. У рамках цього проекту передбачалося створення КА типу ДС-У4-Т (технологічний) і ДС-У4-Б (біологічний). У 1965 році інженерами ДКБ-586 був запропонований проект ще однієї уніфікованої платформи ДС-У5 з активною руховою установкою, здатною здійснювати періодичні корекції орбіти КА. Однак жоден з ШСЗ цих серій так і не був виведений на орбіту.